# Albert von Funcke

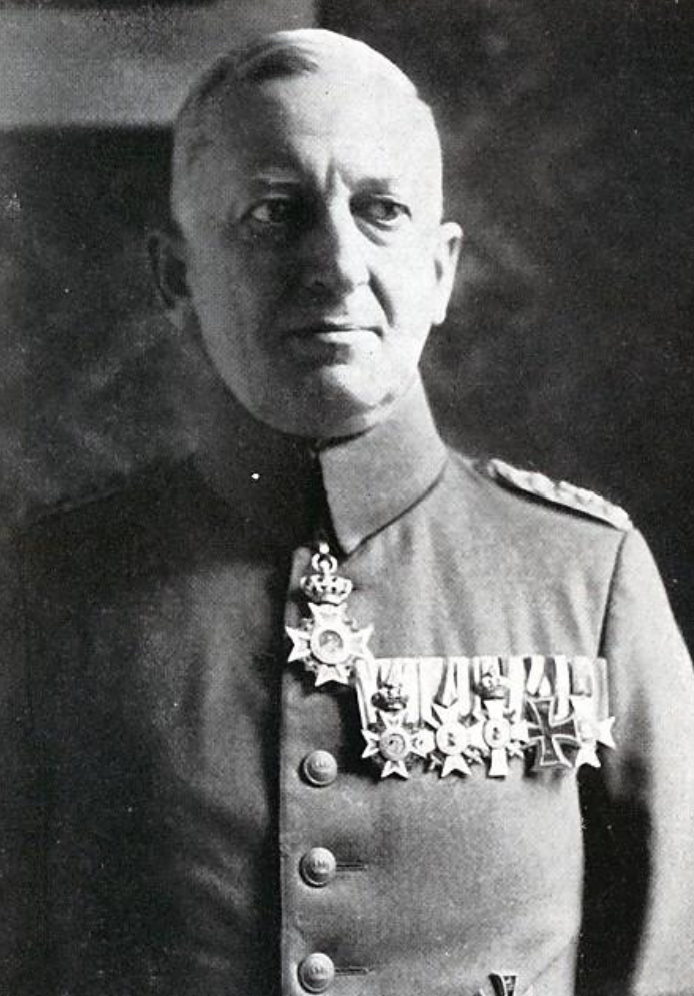
Albert von Funcke

Albert Horace Ernst Oskar Funcke, seit 1873 von Funcke (* 10. Dezember 1868 in Dresden; † 27. Juli 1939 ebenda) war ein sächsischer Offizier, Kommandeur des Militär-St.-Heinrichs-Ordens und bekannter Ballonfahrer.

## Leben

### Herkunft und Familie
Albert Funcke war ein Sohn des am 18. Februar 1873 nobilitierten sächsischen Oberst und späteren Generalleutnant und Stadtkommandanten von Dresden, Bernhard von Funcke und dessen Ehefrau Mary Emerson Brooks. Seine Großeltern väterlicherseits waren der königlich-sächsische Stabsauditeur August Funcke und dessen Ehefrau Concordia, geb. Melzer. Er hatte zwei Brüder, nämlich den späteren Jagdreiter Oskar von Funcke und den Theologen Wilfried von Funcke.

### Karriere
Albert von Funcke besuchte Bochow-Umlaufsche Lehr- und Erziehungsanstalt und nachfolgend die Dreikönigschule in Dresden-Neustadt. Er trat 1890 als Avantageur in die Reitende Abteilung des 1. Feldartillerie-Regiments Nr. 12 ein und wurde am 16. November des Jahres zum Fähnrich ernannt. Am 24. August 1891 avancierte er zum Leutnant und durchlief in den folgenden Jahren eine typische militärische Laufbahn im Regiment, wonach er am 24. Oktober 1898 zum Oberleutnant aufstieg und auch als Adjutant verwendet wurde. Er wurde am 28. Oktober 1904 schließlich zum Hauptmann und Batteriechef bei der I. Abteilung im Regiment befördert, bevor er 1912 als etatsmäßiger Stabsoffizier in den Stab des Regiments kam. Nach Beförderung zum Major am 1. Oktober 1913 wurde er Adjutant des Generalkommandos des XII. (I. Königlich Sächsisches) Armee-Korps. Er betätigte sich als begeisterter Ballonfahrer und wurde neben dem Generalleutnant Karl von Lafftert-Woldeck Präsident des Königlich-Sächsischen Vereins für Luftfahrt.
Nach Ausbruch des Ersten Weltkrieges rückte er in dieser Eigenschaft an die Front. Nach einiger Zeit wurde er Abteilungskommandeur der II. Abteilung im Feldartillerie-Regiment Nr. 64 und nahm mit dieser an der Schlacht an der Somme teil. Am 24. September 1916 wurde er als Nachfolger von Oberst Alfred Kaden Kommandeur des Feldartillerie-Regiments Nr. 78. Bei der Schlacht bei Arras im April 1917 übernahm von Funcke die Feldartillerie der 220. Infanterie-Division unter Hermann von Bassewitz. Durch persönliche Erkundung im stärksten Feuer konnte er sich den nötigen Überblick über die Kampflage und das Gelände verschaffen und somit eine teilweise Umgruppierung der Feldartillerie für die beste Feuermöglichkeit veranlassen. Für diese Verdienste wurde er am 25. Mai 1917 mit dem Ritterkreuz des Militär-St.-Heinrichs-Ordens ausgezeichnet. Nachfolgend nahm er mit seinem Regiment an der Schlacht an der Aisne im Jahr 1918 teil. Am 17. Juli 1918 nahm er an der Julioffensive der Schlacht teil, so begann früh die von Major von Funcke aufs sorgsamste vorbereitete Feueroffensive. Gegen Abend erfolgte Stellungswechsel nach vorwärts in dicht an die vordere Linie vorgeschobene Stellungen in Gegend Baslieux—Cuchery. In diesen weit vorgeschobenen Stellungen gelang es dem Regiments teilweise in direktem Feuer, die Angriffswellen der zum Gegenstoß übergegangenen Franzosen unter vernichtendes Feuer zu nehmen und ihnen Verluste zuzufügen, dass der Angriff zum Stehen kam. Im schwersten Feuer liegend, hat Major von Funcke das Feuer seiner Truppe an diesem und den nächsten Tagen geleitet, so dass er die Jäger der 195. Infanterie-Division entlastete und wesentlichen Anteil am Abwehrerfolge hatte. Er wurde am 9. September 1918 mit dem Kommandeurkreuz II. Klasse des Militär-St.-Heinrichs-Ordens ausgezeichnet. 1919 wurde er mit dem Charakter eines Oberstleutnants aus dem Militärdienst entlassen.
Er schied im Juli 1920 als Geschäftsführer der Saxonia-Filen GmbH aus. Er wurde Vorsitzender des Dresdner Luftfahrtvereins und gab den Vorsitz am 5. Mai 1923 an den Bankdirektor Krüger ab. Er blieb dem Verein als zweiter stellvertretender Vorsitzender erhalten. In der Nachkriegszeit betätigte er sich politisch für die Deutsche Volkspartei (DVP). Er war für die Reichstagswahl im Mai 1924 Kandidat Nr. 13 auf der Kandidatenliste der DVP im Wahlkreis 30. 1925 hielt er eine Rede zwecks Einweihung eines neuen Freiballons in Chemnitz. Im Januar 1933 wurde er als Nachfolger von Richard Strauß zum Sachverständigen für die Prüfung der Verkehrssicherheit von Frei- und Fesselballonen, gleichzeitig zum Sachverständigen für die Abnahme der Prüfungen von Freiballonführern ernannt.